# Большая Валяевка
Большая Валяевка — село в Пензенском районе Пензенской области России. Входит в состав Воскресеновского сельсовета.

## География
Село находится в центральной части Пензенской области, в пределах Приволжской возвышенности, в лесостепной зоне, на берегах реки Малиновки, на расстоянии примерно 25 километров (по прямой) к северо-северо-западу от села Кондоль, административного центра района. Абсолютная высота — 186 метров над уровнем моря.

### Климат
Климат характеризуется как умеренно континентальный, с умеренно холодной продолжительной зимой и относительно тёплым летом. Средняя температура воздуха самого тёплого месяца (июля) — 18,8 °C (абсолютный максимум — 40 °C); самого холодного (января) — −13 — −12 °C (абсолютный минимум — −47 °C). Безморозный период длится от 117 до 133 дней. Среднегодовое количество атмосферных осадков варьируется от 467 до 604 мм, из которых большая часть выпадает в тёплый период.

### Часовой пояс
Село Большая Валяевка, как и вся Пензенская область, находится в часовой зоне МСК (московское время). Смещение применяемого времени относительно UTC составляет +3:00.

## Население
| 1782 | 1864 | 1877 | 1897 | 1910 | 1926 | 1930 |
| ---- | ---- | ---- | ---- | ---- | ---- | ---- |
| 342  | ↘264 | ↗516 | →516 | ↗587 | ↗852 | ↘735 |
| 1939 | 1959 | 1979 | 1989 | 1998 | 2002 | 2010 |
| ↘635 | ↘265 | ↘182 | ↘97  | ↘82  | ↗87  | ↗105 |

### Национальный состав
Согласно результатам переписи 2002 года, в национальной структуре населения русские составляли 97 % из 87 чел.